# La calle (canción)
«La calle» es una canción escrita e interpretada por el cantante dominicano Juan Luis Guerra y el cantante colombiano Juanes. La canción es el cuarto sencillo del undécimo álbum de Juan Luis Guerra A Son De Guerra y fue lanzada el 2 de septiembre del 2010.

## Canción
"La calle" es uno de los temas más roqueros y más exitosos del álbum. 
"Fue una colaboración maravillosa, la pasamos muy bien", dijo Guerra en una entrevista con Efe en Nueva York, donde se encontraba con su grupo 4:40 grabando el video de la bachata con aroma de bolero Mi bendición, elegida para promocionar el nuevo álbum.
Desde hace mucho tiempo Juan Luis Guerra y Juanes estaban "coqueteando" con la idea de rockear juntos hasta que decidieron realizar este excelente dueto.

## Presentación en vivo
Juan Luis Guerra aprovechó su participación en el “Festival Presidente” en Santo Domingo para presentar por primera vez en vivo junto a Juanes el tema de su reciente producción.

## Posicionamiento
La Calle ingresó en la posición número 36 en el Billboard Latin Pop Airplay de Estados Unidos
| Listas (2010)        | Posiciones |
| -------------------- | ---------- |
| U.S. Hot Latin Songs | 26         |
| U.S. Latin Pop Songs | 9          |